# Inzision
Die Inzision (lateinisch incisio ‚Einschnitt‘) ist das Durchtrennen von Haut und Weichgeweben bei operativen Eingriffen, um ein Operationsgebiet freizulegen oder um einen pathologisch entstandenen Hohlraum (z. B. den eines Abszesses) zu eröffnen. Die Inzision soll das Operationsgebiet „übersichtlich darstellen“ und eine „intraoperative Erweiterungsmöglichkeit“ bieten.
Eine Inzision wird üblicherweise mit einem Skalpell vorgenommen. Die technischen Neuerungen des 20. Jahrhunderts führten jedoch auch zur Verwendung von Hochfrequenz-Diathermiegeräten, Laser-„Messern“ und Ultraschall-Skalpellen. Mit diesen Geräten können Inzisionen je nach Situation blutärmer, feiner, präziser oder mit besserer Schonung der Umgebung angelegt werden (minimal-invasive Operationstechnik). Daneben haben sich auch nichtinvasive Operationsmethoden etabliert. Hautschnitte entlang der Hautspannungslinien erzielen günstigere kosmetische Ergebnisse, sie werden daher besonders in der Schönheitschirurgie, aber auch anderen Operationen in sensiblen Bereichen eingesetzt. Die Inzisionen – die ja eine „vorsätzliche“ Schnittwunde als Verletzung gesunden Gewebes darstellen – werden somit in ihren Folgen beschränkt; dies betrifft sowohl Operationsrisiken als auch Heilungsprozess und Heilungserfolg (Narbenbildung).
Zu den wichtigeren Schnittführungen bei Hautschnitten am Vorderleib und ihrer Anwendung gehören:
- Kocher-Kragenschnitt zum Struma (Schilddrüse)
- Sternotomie am Brustbein (Sternum) bei Herzoperationen
- Transmamillarschnitt und Mamillenrandschnitt  an der Brustwarze (Gynäkomastie, Brustkrebs)
- Thorakotomie (Brustkorberöffnung)
- Rippenbogenrandschnitt
- Ober- und Unterbauchmedianschnitt, Trans- und Pararektalschnitt zur Bauchhöhle
- Unterbauchschrägschnitt für die Appendektomie („Blinddarmoperation“)